# Svindersviksbron

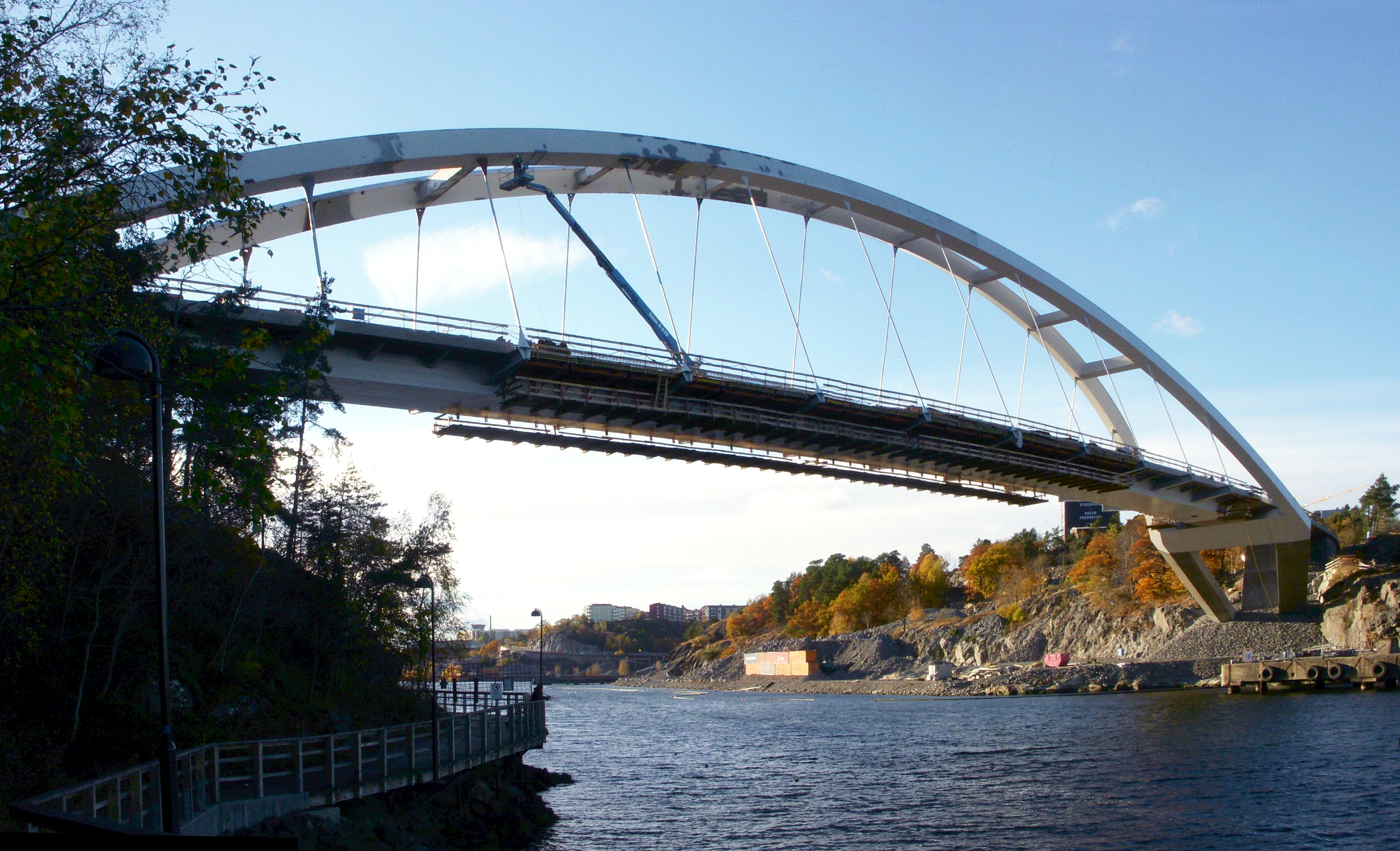
Svindersviksbron i oktober 2015.

Svindersviksbron är en bågbro över Svindersviken i Nacka kommun i Sverige. Bron knyter samman centrala Nacka med Kvarnholmen, där sedan 2006 en omfattande nyproduktion av bostäder pågår. Bron är tillsammans med Ryssbergstunneln en del av Kvarnholmsförbindelsen. Byggstart var i maj 2013 och hela förbindelsen blev klar juni 2016. Svindersviksbron kallas ibland även för ”Kvarnholmsbron”. Kvarnholmsbron är dock en äldre bro, invigd 1924.

## Beskrivning
Bron är en bågbro bestående av en kombination av stål och betong där körbanan hänger i stålstag som i sin tur bärs upp av två, mot varann lutade stålbågar. Svindersviksbron går i ett spann och i en svag kurva över Svindersviken och är avsedd för fordonstrafik samt cykeltrafik och fotgängare. Spännvidden är 140 meter, den segelfria höjden är 18 meter och segelrännans bredd minst 25 meter. Bron knyts ihop med Kvarnholmen genom en ny sammankopplad väg till Tre kronors väg. Söder om bron ansluter den drygt 300 meter långa Ryssbergstunnel. Det finns även en ny promenadväg som kopplas samman med en väg till Vikdalsvägen samt en till Nacka Strand på den södra sidan.
Projektet finansieras genom Kvarnholmens nyproduktion samt med skattemedel. Projektkostnaden har uppskattats till cirka 300 Mkr. Entreprenör var det tyska konstruktions- och byggnadsföretaget Bilfinger SE. Bron monterades ihop på Kvarnholmssidan och i april 2015 sköts den över Svindersviken. Bron invigdes samtidigt med Kvarnholmsförbindelsen den 11 juni 2016, och öppnade för trafik den 21 juni 2016. Brons kulör är vald av arkitekt Erik Andersson i samarbete med Treeline och ÅF (nu AFRY) och teamet formgav den södra ortogonala tunnnelmynningen där bron landar samt den norra tunnelmynningen med sitt valv i betong. Båda mynningarna är klädda med gabionväggar.

## Bilder

Bygget 2014−2015
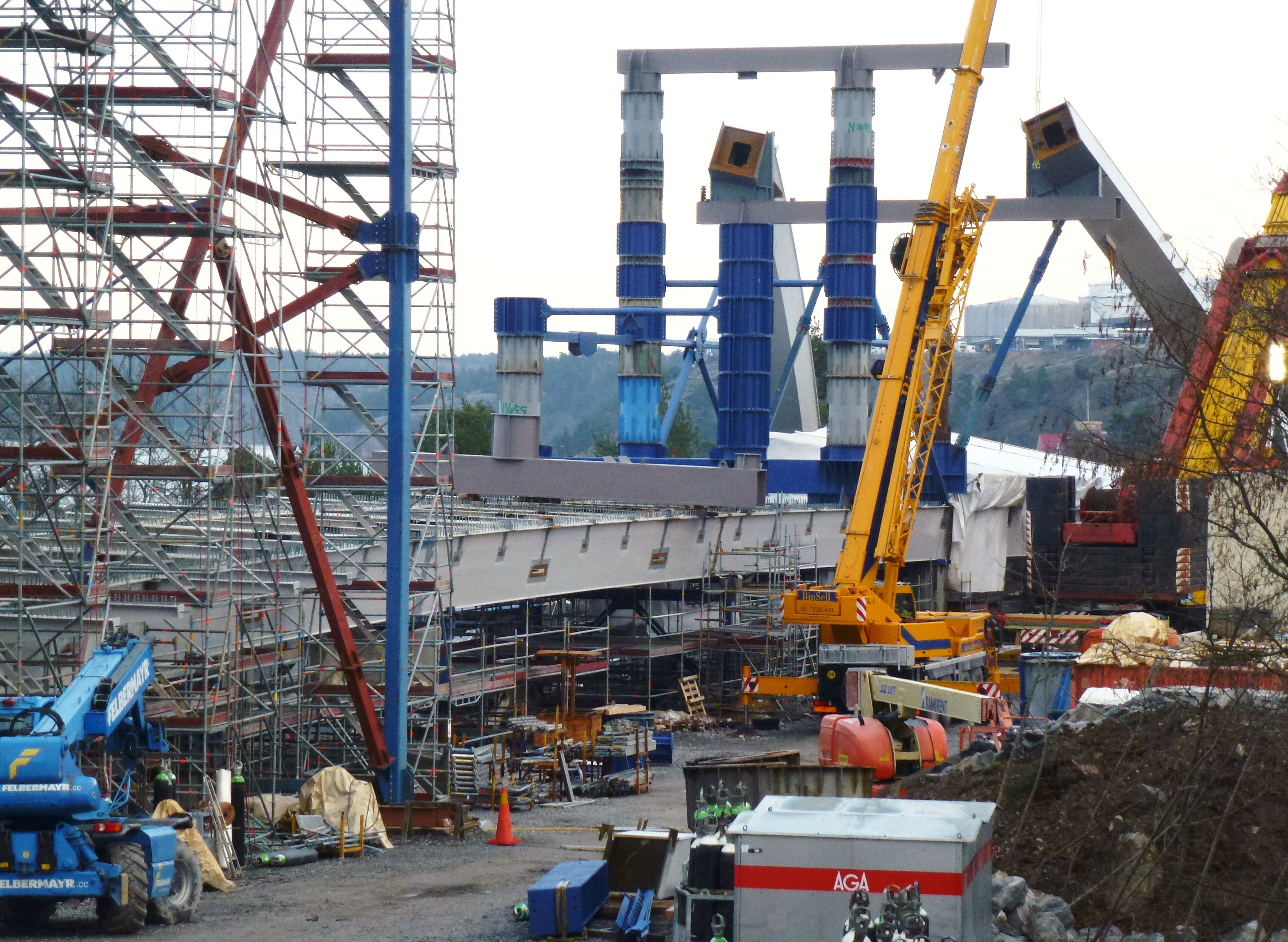
December 2014
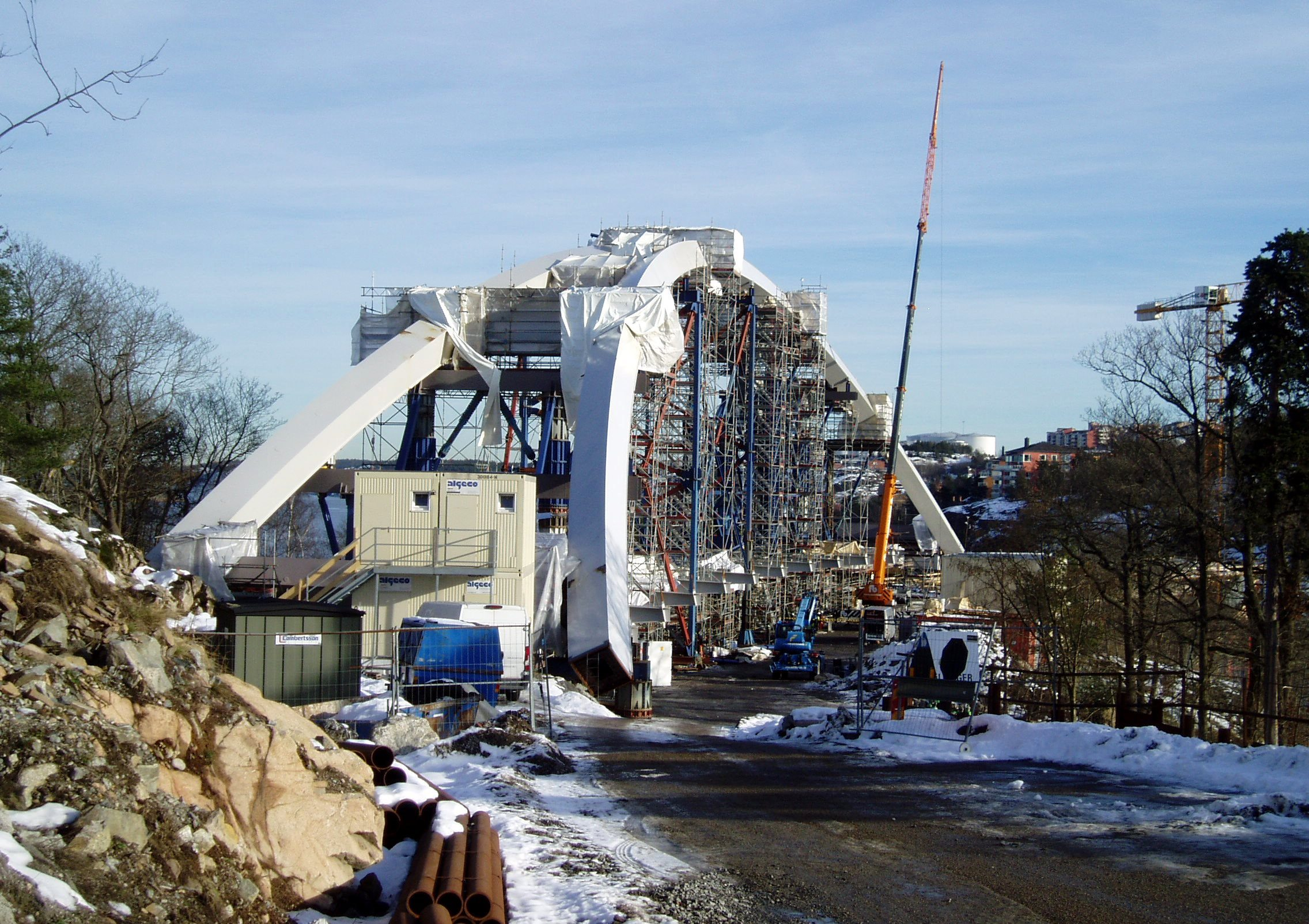
Februari 2015
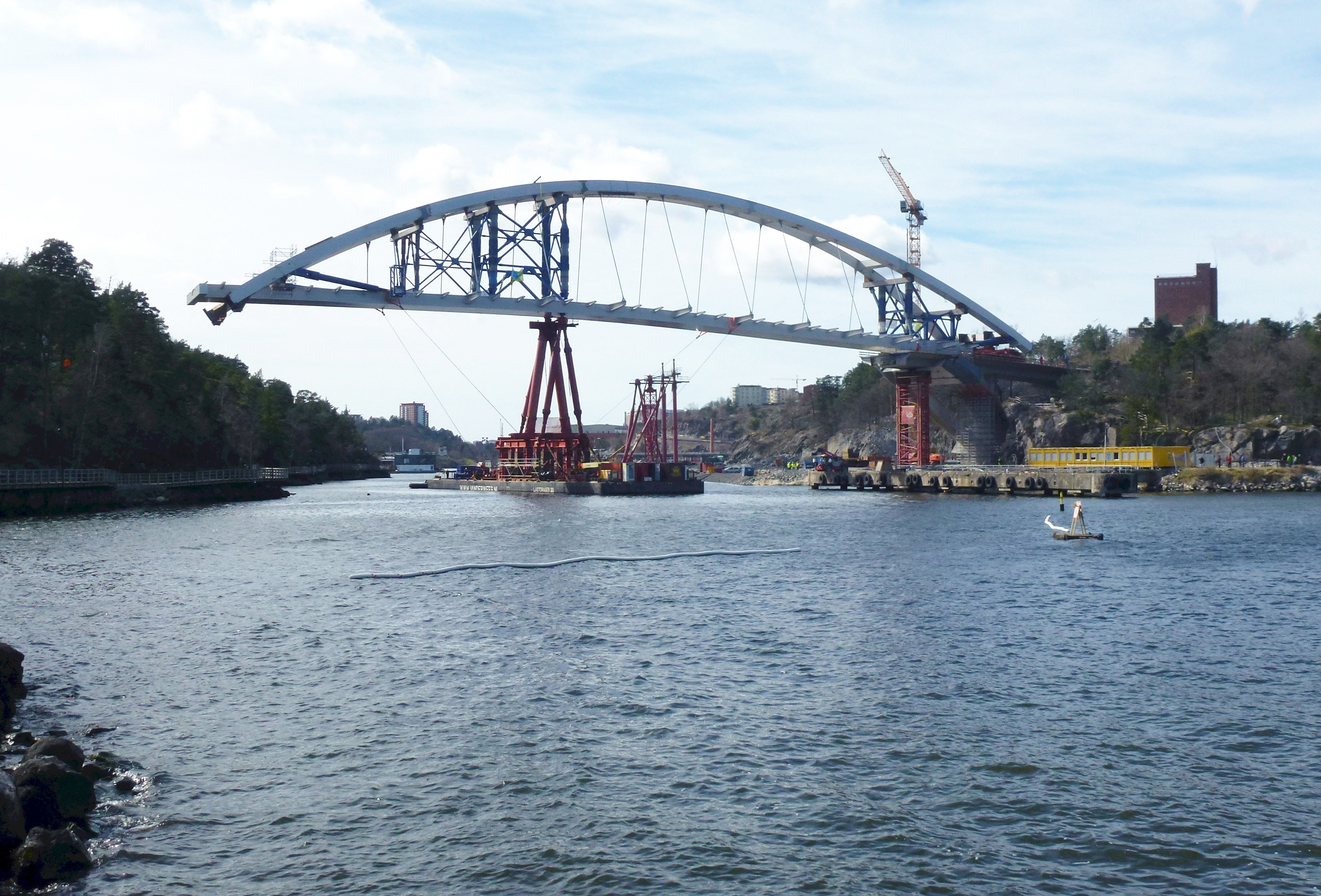
April 2015
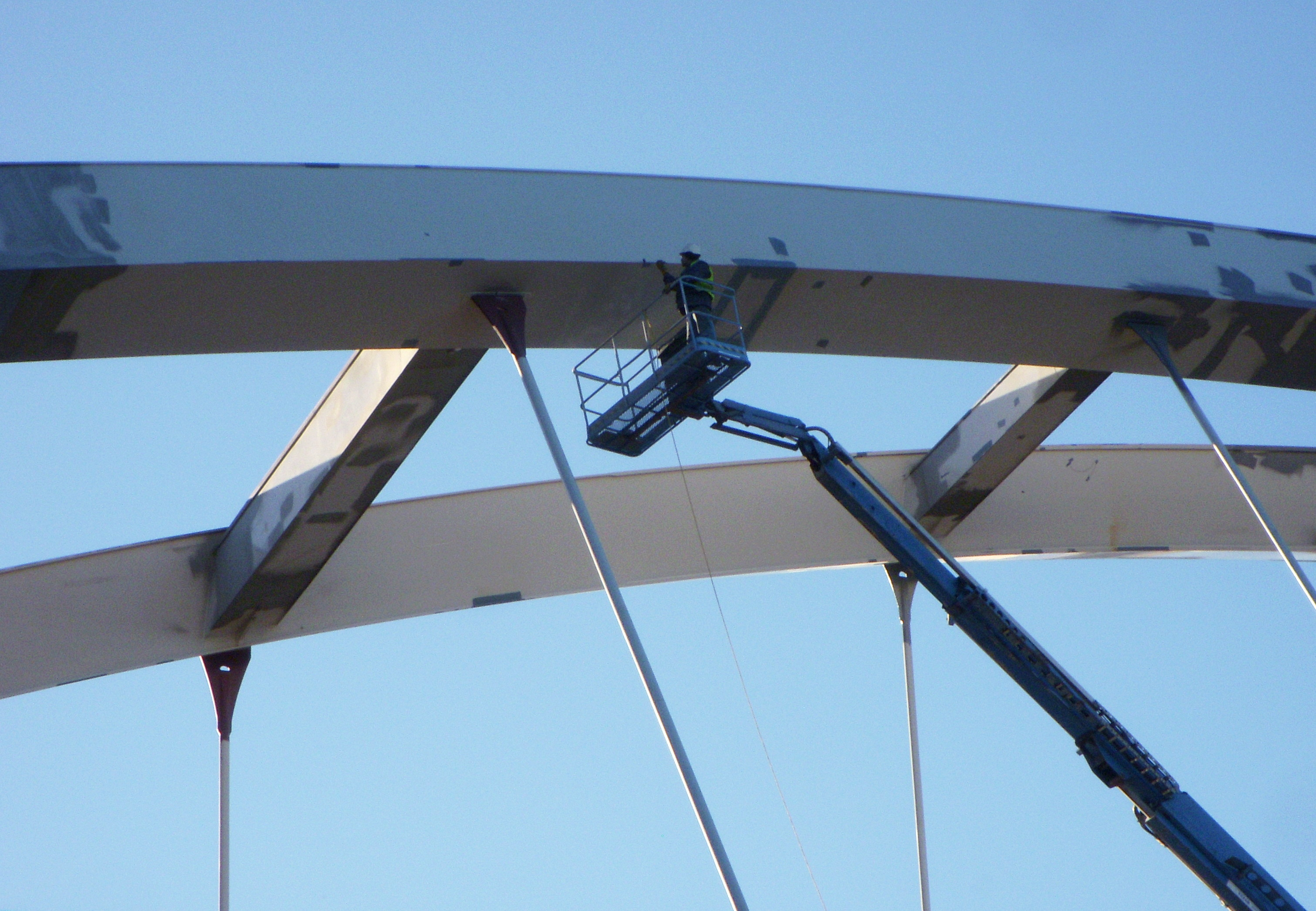
Oktober 2015

Bron i trafik juni 2016
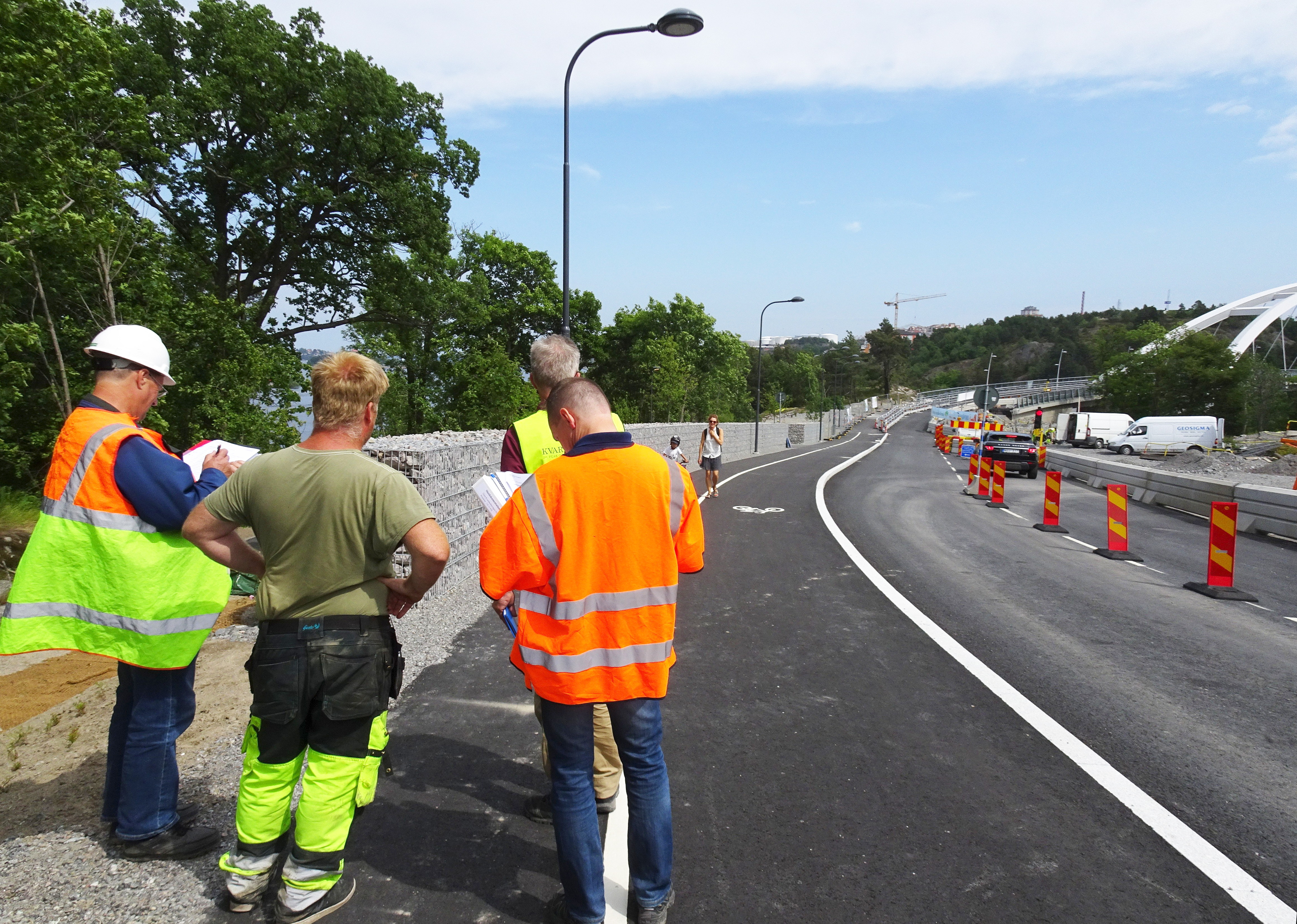
Besiktning
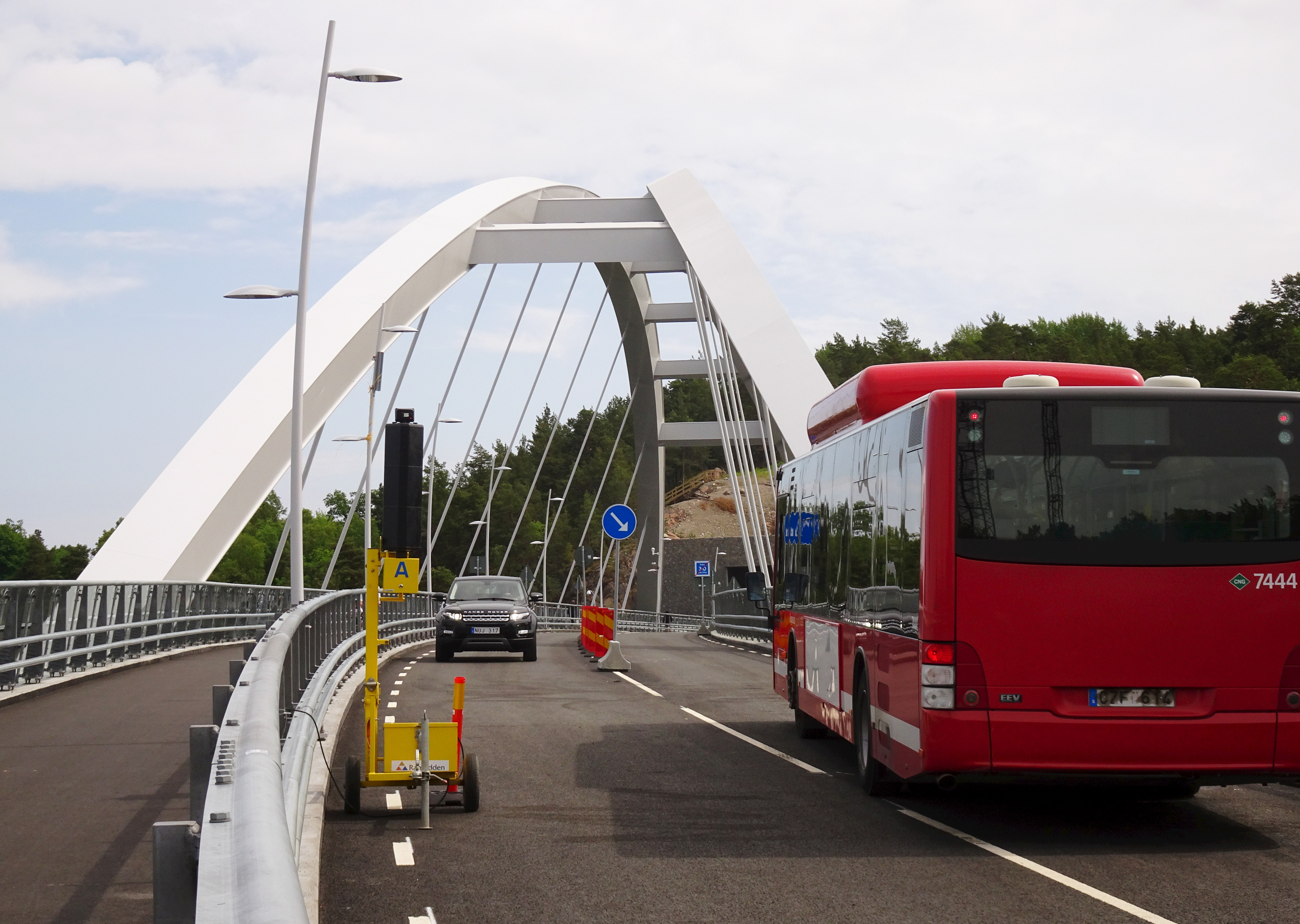
En av de första bussarna
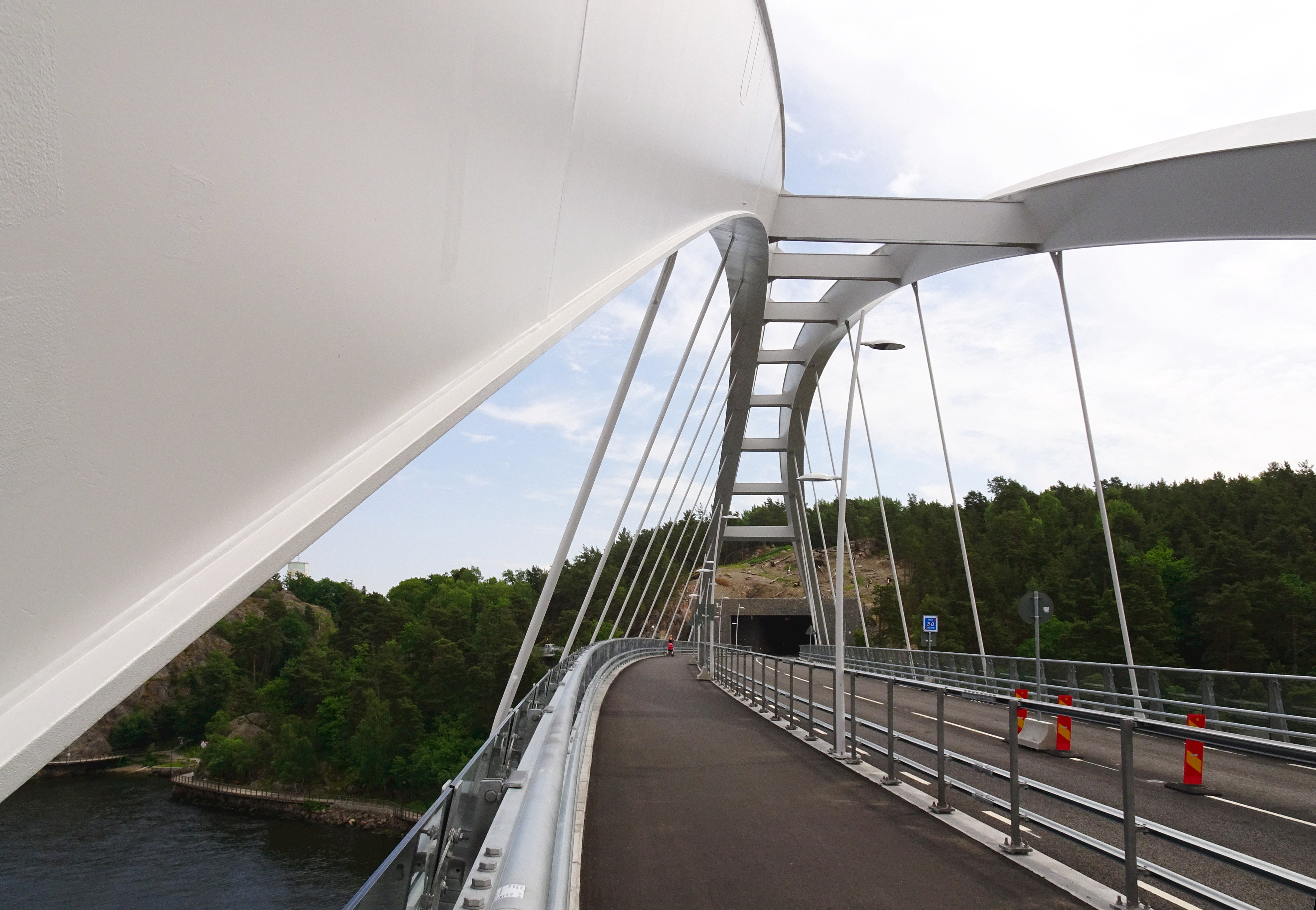
Östra brobågen
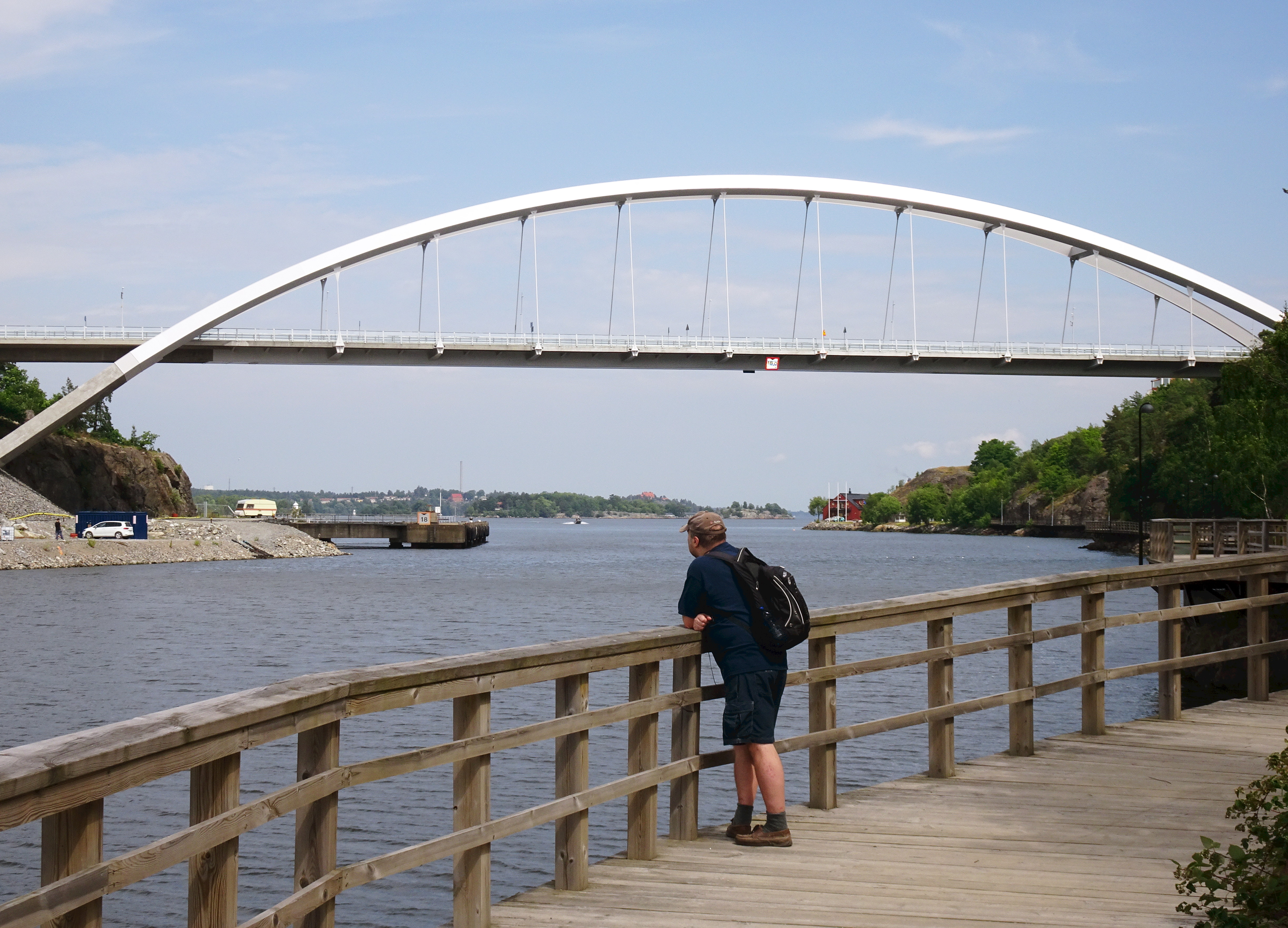
Bron västerifrån